# Gonatocerus koebelei
Gonatocerus koebelei is een vliesvleugelig insect uit de familie Mymaridae. De wetenschappelijke naam is voor het eerst geldig gepubliceerd in 1912 door Perkins.